# Viktorija Luk"janec'
Viktorija Ivanivna Luk"janec' in ucraino Вікторія Іванівна Лук'янець? (Kiev, 20 novembre 1966) è una cantante lirica ucraina.

## Biografia
Viktorija Luk"janec' inizia la sua carriera con cinque anni di educazione musicale e lezioni di pianoforte. La sua formazione vocale, inizia all'età di quattordici anni. Nel 1989 completa con successo gli studi presso il Conservatorio Statale di Kiev. Quello stesso anno divenne solista al Teatro dell'Opera Nazionale di Kiev. Ha debuttato nel ruolo di Marfa nell'opera La fidanzata dello zar di Nikolaj Rimskij-Korsakov. Si è esibita nel 1993 al Teatro Bol'šoj.
Nel 1990 vince il primo premio al Concorso Internazionale di Canto a Tokyo, Min-On al Concorso Internazionale Mozart. Nel 1991 vince il primo premio al Concorso Internazionale Maria Callas di Atene. Poi viene ad esibirsi in Italia, in Francia, in Portogallo, in Giappone ed in Grecia.
Nel 1993 ha debuttato allo Staatsoper di Vienna come Regina della Notte nell'opera di Mozart Il Flauto magico con Robert Lloyd, rimanendovi fino al 2000. 
Ha cantato nel 1994 Xenia in Boris Godunov (opera), Elvira ne L'italiana in Algeri diretta da Bruno Campanella con Ferruccio Furlanetto e Rockwell Blake, 1. Blumenmädchen/1. Gruppe in Parsifal (opera) con Kurt Moll e Waltraud Meier, Adina in L'elisir d'amore con William Matteuzzi, Tebaldo in Don Carlo con Roberto Scandiuzzi, Vladimir Černov e Dolora Zajick, Woglinde in Das Rheingold con Siegfried Jerusalem e Matti Salminen e Woglinde ne Il crepuscolo degli dei, nel 1995 Olympia in Les contes d'Hoffmann, Chiga in Die Wände, Una cantante italiana in Capriccio (Strauss), Violetta Valéry ne La traviata con Juan Pons, Oscar nel Un ballo in maschera diretta da Fabio Luisi con Leo Nucci e Rosina nel Barbiere di Siviglia, nel 1996 Die Fiakermilli in Arabella (opera) con Walter Berry e Felicity Lott, nel 1997 Elvira nei Puritani con Gregory Kunde e Linda di Chamounix con Bruno Praticò, nel 1998 Gilda nel Rigoletto, Lucia di Lammermoor diretta da Marcello Viotti con Roberto Frontali e Ramón Vargas, Berthe in una nuova produzione di Le prophète di Meyerbeer con Plácido Domingo ed Agnes Baltsa e Musetta nel La bohème con Ana María Martínez e nel 2000 Stimme des Waldvogels in Sigfrido (opera) diretta da Donald Runnicles.
Nel 1995 ha debuttato al Festival di Salisburgo nel ruolo di Violetta, sotto la direzione di Riccardo Muti con i Wiener Philharmoniker, Renato Bruson e Lorenzo Regazzo. 
Fu riconosciuta come uno dei principali interpreti di questo ruolo, ma anche per l'interpretazione dell'intero repertorio del "bel canto".
Al Teatro alla Scala di Milano debutta il 7 dicembre 1995 nella serata d'inaugurazione della stagione come La regina della notte in Die Zauberflöte diretta da Muti con Andrea Rost e Simon Keenlyside ripresa dalla RAI, nel 1996 Woglinde nella prima di Das Rheingold diretta da Muti con Violeta Urmana, nel 1997 Lucia di Lammermoor ed il 7 dicembre 1998 Woglinde ne Il crepuscolo degli dei nella serata d'inaugurazione della stagione d'opera diretta da Muti con la Meier.
Nel 1996 debutta al Grand Théâtre di Ginevra come Gilda in Rigoletto ed al Metropolitan Opera House di New York come Violetta ne La traviata con Marcello Giordani diretta da Domingo.
Al Royal Opera House, Covent Garden di Londra debutta nel 1996 come Medora ne Il corsaro (Verdi) con José Cura e Maria Dragoni, nel 1997 Gilda in Rigoletto diretta da Daniele Gatti con Vargas e Lloyd e nel 2000 Violetta Valéry ne La traviata diretta da Simone Young con Thomas Allen.
All'Opéra National de Paris nel 1997 è Violetta Valery ne La traviata diretta da James Conlon.
Al Teatro Verdi (Trieste) nel 2001 è Ginevra di Scozia con Daniela Barcellona.

## Cronologia delle sue esibizioni
- 1990: Vince il primo premio al Concorso Internazionale di Canto a Tokio
- 1991: Vince il primo premio al Concorso Internazionale Maria Callas di Atene
- 1993: Debutta al Teatro Bol'šoj nel ruolo di Marfa, nell'opera La fidanzata dello zar di Nikolaj Rimskij-Korsakov.
- 1993: Vienna, Opera di Stato, nel ruolo di Regina della Notte nel Flauto Magico di Mozart
- 1995: Scala di Milano, Flauto magico.
- 1996: Scala di Milano, nel ruolo di Woglinde in Das Rheingold.
- 1997: Scala di Milano, nell'opera Lucia di Lammermoor e debutta alla Metropolitan Opera di New York con l'opera, La Traviata, che ripete all'Opera Bastille di Parigi, Ginevra, Grand Theatre con il Rigoletto.
- 1998: Scala di Milano, come nel 1996
- 1999: Salzburg Festival, la Traviata, Don Giovanni, Elisir d'Amore. Tokyo, Lucia di Lammermoor. Monaco di Baviera, Opera di Stato della Baviera, il Barbiere di Siviglia, Amburgo, Hamburg State Opera, Elisir d'Amore, Norimberga, Staatheatre nel ruolo di Violetta nella Traviata
- 2000: Covent Garden di New York: La Traviata, Rigoletto, Il Corsaro
- 2001: Trieste, Teatro Giuseppe Verdi, nell'opera Ginevra di Scozia. Liegi, Opera Royal de Wallonie
- 2002 e 2003: Liegi, nel ruolo di Gilda nel Rigoletto, Essen, Aalto Theatre nel ruolo di Zerbinatta nell'opera Ariadne auf Naxos
- 2004 e 2005: Liegi, nel ruolo di Donna Anna nel Don Giovanni
- 2006 e 2007: Buenos Aires, Teatro Colón, Berlino nel ruolo di Elettra in Idomeneo di Mozart
- 2007 e 2008: Tokio, Nuovo Teatro Nazionale nel ruolo di Bernd Alois Zimmerman, I soldati.
- 2008 e 2009: Copenaghen, nel ruolo di Violetta all'Opera Reale.